# Компактно породжений простір
У топології гаусдорфів топологічний простір називається компактно породженим (також  k - простором)  якщо у ньому множина є замкнутою, тоді і тільки тоді коли її перетин із кожною компактною підмножиною цього простору є замкнутою підмножиною. Означення для негаусдорфових просторів загалом можуть відрізнятися у літературі і терміни компактно породжений простір і k-можуть використовуватися для деяких різних просторів. 
Категорія компактно породжених просторів активно використовується у випадках коли властивості звичайної категорії топологічних просторів не є задовільними для конкретної ситуації. Зокрема категорія топологічних просторів не є декартово замкнутою, добуток відображень на фактор-простори може не бути відображенням на фактор-простір, а добуток CW-комплексів може не бути CW-комплексом.

## Означення
Існують кілька різних загалом нееквівалентних означень компактно породжених просторів. Тут наведено найпоширеніші.

### Означення 1
Топологічний простір {\displaystyle X} називають компактно породженим простором, якщо його топологія узгоджується з сім'єю всіх його компактних підпросторів, тобто якщо в ньому для усіх підмножин {\displaystyle A\subset X} виконуються еквівалентні умови:
- Множина {\displaystyle A} є замкнутою в {\displaystyle X} тоді і тільки тоді, коли будь-який її перетин {\displaystyle A\cap K} із довільною компактною множиною {\displaystyle K\subset X} є замкнутим у {\displaystyle K}.
- Множина {\displaystyle A} є відкритою в {\displaystyle X} тоді і тільки тоді, коли будь-який її перетин {\displaystyle A\cap K} із довільною компактною множиною {\displaystyle K\subset X} є відкритим у {\displaystyle K}.
- Множина {\displaystyle A} є відкритою (замкнутою) в {\displaystyle X} тоді і тільки тоді, коли для будь-якого компактного простору {\displaystyle K} і довільного неперервного відображення {\displaystyle f:K\to X} прообраз {\displaystyle f^{-1}(A)} є відкритим (замкнутим) у {\displaystyle K}.

Із цим означенням очевидно, що компактний простір {\displaystyle X} є компактно породженим адже множина {\displaystyle A} є рівною {\displaystyle A\cap X}  і оскільки її перетин з усіма компактними підмножинами є замкнутим у цих підмножинах, то і {\displaystyle A=A\cap X} є замкнутою підмножиною {\displaystyle A}. 
Часто під компактно породженим простором розуміють тільки гаусдорфові простори, що задовольняють вказані умови.  
Для гаусдорфових просторів можна дати ще одне еквівалентне означення компактно породженого простору: гаусдорфів простір {\displaystyle X} є компактно породженим простором, в тому і тільки в тому випадку, якщо він є гомеоморфним фактор-простору деякого локально компактного гаусдорфового простору.

### Означення 2
Іншим популярним варіантом означення є:
- Множина {\displaystyle A} є відкритою (замкнутою) в {\displaystyle X} тоді і тільки тоді, коли для будь-якого гаусдорфового компактного простору {\displaystyle K} і довільного неперервного відображення {\displaystyle f:K\to X} прообраз {\displaystyle f^{-1}(A)} є відкритим (замкнутим) у {\displaystyle K}.

Від попереднього означення цей варіант відрізняється вимогою гаусдорфовості компактних просторів {\displaystyle K}. 

### Приклад нееквівалентності означень
Для гаусдорфових просторів два означення є еквівалентними. У загальному випадку простір, що задовольняє друге означення також задовольняє перше. Справді якщо для другого означення {\displaystyle f^{-1}(A)} є замкнутою підмножиною для всіх гаусдорфових компактних просторів {\displaystyle K} і довільних неперервних відображень {\displaystyle f:K\to X} то {\displaystyle A} є замкнутою і прообраз {\displaystyle f^{-1}(A)} є замкнутим для відображень із усіх просторів, зокрема усіх компактних просторів, тобто задовольняються умови першого означення. 
Натомість компактний негаусдорфовий простір {\displaystyle \mathbb {Q} ^{*}\times \mathbb {Q} ^{*}} (добуток одноточкових компактифікацій простору раціональних чисел із топологією індукованою стандартною топологією дійсних чисел) є компактним, а тому задовольняє перше означення але не друге. 
Дійсно, як показано у статтях Слабкий гаусдорфів простір і Одноточкова компактифікація цей простір є слабким гаусдорфовим але не є KC-простором (тобто простором у якому всі компактні підмножини є замкнутими). Але у слабкому гаусдорфовому просторі кожна компактна підмножина {\displaystyle C} є {\displaystyle k}-замкнутою, тобто для будь-якого гаусдорфового компактного простору {\displaystyle K} і довільного неперервного відображення {\displaystyle f:K\to X} її прообраз {\displaystyle f^{-1}(C)} є замкнутою множиною.
Справді нехай {\displaystyle K} є компактним гаусдорфовим простором і {\displaystyle f:K\to X} — неперервним відображенням. Оскільки {\displaystyle X} є слабким гаусдорфовим, то множина {\displaystyle f(K)} є замкненою у {\displaystyle X}. Множина {\displaystyle f(K)\cap C} є компактною як замкнута підмножина компактної множини {\displaystyle C}. Із властивостей слабких гаусдорфових просторів також випливає, що {\displaystyle f(K)} є гаусдорфовим підпростором. Тому {\displaystyle f(K)\cap C} також є замкненою підмножиною в {\displaystyle f(K)}, а тому також у {\displaystyle X}. Оскільки {\displaystyle f} є неперервним відображенням то {\displaystyle f^{-1}(C)=C^{-1}(C\cap f(K))} є замкнутою підмножиною у {\displaystyle K}. 
Наприклад діагональ простору {\displaystyle \mathbb {Q} ^{*}\times \mathbb {Q} ^{*}} не є замкнутою але вона є компактною і тому її прообраз при будь-якому неперервному відображенні із гаусдорфового компактного простору {\displaystyle K} є замкнутою підмножиною у {\displaystyle K}. Звідси випливає також, що компактні простори можуть не бути компактно породженими у другому означенні.

### Компактно породжене поповнення топології
Для довільного топологічного простору X можна ввести топологію на X, яка є компактно породженою і містить початкову топологію. Нехай {Kα} позначає сім'ю компактних підмножин у X. У новій топології на X підмножина A буде замкненою якщо і тільки якщо A ∩ Kα є замкненою у Kα для всіх α. Нехай простір із новою топологією позначається Xc. Тоді компактними підмножинами у Xc є компактні підмножини із X і успадковані топології на всіх компактних підмножинах для двох топологій є однаковими. Зокрема Xc є компактно породженим простором (для першого означення). Якщо сам простір X є компактно породженим то Xc = X, в іншому випадку топологія Xc є строго більшою, ніж X.
Аналогічно можна ввести поповнення топології Xhc  для якого підмножина A буде замкнутою якщо і тільки якщо для будь-якого гаусдорфового компактного простору {\displaystyle K} і довільного неперервного відображення {\displaystyle f:K\to X} прообраз {\displaystyle f^{-1}(A)} є замкнутим у {\displaystyle K}. Знову ж компактними підмножинами у Xhc є компактні підмножини із X і успадковані топології на всіх компактних підмножинах для двох топологій є однаковими. Зокрема Xhc є компактно породженим простором (для другого означення). Якщо сам простір X є компактно породженим то Xhc = X, в іншому випадку топологія Xhc є строго більшою, ніж X.
Загалом топологія Xhc може бути більшою за топологію Xc, для гаусдорфових просторів вони є однаковими.

## Відображення у компактно породжених просторах
- Відображення {\displaystyle f\colon X\to Y} компактно породженого простору {\displaystyle X} у довільний топологічний простір {\displaystyle Y} є неперервним в тому і тільки в тому випадку, якщо будь-яке звуження цього відображення {\displaystyle f|_{K}} на довільну компактну множину {\displaystyle K} є неперервним.

- Неперервне відображення {\displaystyle f\colon X\to Y} довільного топологічного простір {\displaystyle X} у компактно породжений простір {\displaystyle Y} є замкнутим (відкритим, відображенням на фактор-простір) в тому і тільки в тому випадку, якщо для кожної компактної підмножини {\displaystyle K} з області значень {\displaystyle Y} звуження цього відображення {\displaystyle f_{K}\colon f^{-1}(K)\to K} є замкнутим (відповідно відкритим, відображенням на фактор-простір).

- Якщо відображення {\displaystyle f_{1}\colon X_{1}\to Y_{1}} і {\displaystyle f_{2}\colon X_{2}\to Y_{2}} є відображеннями на фактор-простір і {\displaystyle X_{1}} і {\displaystyle X_{2}}, а також добуток просторів {\displaystyle Y_{1}\times Y_{2}} є компактно породженими просторами, то декартовій добуток цих відображень {\displaystyle f_{1}\times f_{2}\colon X_{1}\times X_{2}\to Y_{1}\times Y_{2}} є відображеннями на фактор-простір.
- Якщо {\displaystyle f\colon X\to Y} є неперервним відображенням між топологічними просторами, то відображення {\displaystyle f\colon X_{c}\to Y_{c}} і {\displaystyle f\colon X_{hc}\to Y_{hc}} між тими ж просторами із відповідними компактно породженими топологіями, теж будуть неперервними.

## Стабільність при операціях
Кожен відкритий чи замкнути підпростір гаусдорфового компактно породженого простору є компактно породженим простором. Однак довільний підпростір гаусдорфового компактно породженого простору може не бути компактно породженим простором.
Сума сім'ї топологічних просторів є компактно породженим простором тоді і тільки тоді, коли всі простори із цієї сім'ї є компактно породженими просторами.
Добуток гаусдорфового компактно породженого простору і локально компактного гаусдорфового простору є компактно породженим простором.
При цьому добуток двох компактно породжених просторів у загальному випадку не є компактно породженим простором. Тому у категорії компактно породжених просторів добуток просторів вводять як (X × Y)c.
Гаусдорфів образ гаусдорфового компактно породженого простору при відображенні на фактор-простір (зокрема, при відкритому або замкнутому відображенні) є компактно породженим простором. При цьому образ гаусдорфового компактно породженого простору при довільному неперервному відображенні може не бути компактно породженим простором, навіть якщо він є цілком нормальним.

## Зв'язок з іншими класами просторів
Будь-який повний зі Чехом простір (зокрема будь-який локально компактний гаусдорфів простір, а отже і будь-який топологічний многовид) є компактно породженими просторами.
Кожен секвенційний простір (зокрема будь-який простір з першою аксіомою зліченності, а отже і будь-який метричний простір) є компактно породженими просторами.
Будь-який простір точково зліченного типу є компактно породженим простором.
Кожен CW-комплекс є компактно породженим простором.